# Hans Paasche
Hans Paasche (né le 3 avril 1881 à Rostock - décédé le 21 mai 1920 à Waldfrieden) est un officier de marine, homme politique, écrivain et essayiste allemand.
Paasche était le porte-parole de la Lebensreformbewegung.

## Œuvres
- 1907 Im Morgenlicht. Kriegs-, Jagd- und Reise-Erlebnisse in Ostafrika
- 1912/1913 Die Forschungsreise des Afrikaners Lukanga Mukara ins innerste Deutschland  (ISBN 3-922708-46-3)
- 1912-1914 Der Vortrupp - Halbmonatsschrift für das Deutschtum unserer Zeit
- 1914 Fremdenlegionär Kirsch :Eine abenteuerliche Fahrt von Kamerun in die deutschen Schützengräben in den Kriegsjahren 1914/15
- 1992 Ändert Euren Sinn. Schriften eines Revolutionärs Posthume Schriften  (ISBN 3-924444-49-8)
- 2006 Die Forschungsreise des Afrikaners Lukanga Mukara ins innerste Deutschland Hörbuch-CD